# Formula 1 – sezona 1989.
| FIA Svjetsko prvenstvo Formule 1 1989. | FIA Svjetsko prvenstvo Formule 1 1989. |
|                                        | Prvak                                  |
| -------------------------------------- | -------------------------------------- |
| Vozač                                  | Alain Prost (McLaren-Honda)            |
| Konstruktor                            | McLaren-Honda                          |
| Prethodna sezona                       | Sljedeća sezona                        |
| 1988.                                  | 1990.                                  |

Formula 1 – sezona 1989. bila je 40. sezona svjetskog prvenstva Formule 1. Vozilo se 16 utrka u periodu od 26. ožujka do 5. studenog 1989. godine. Svjetski prvak po treći puta postao je Alain Prost, a momčadski prvak po peti puta tim McLarena.

## Vozači i konstruktori
| Konstruktor / Momčad                                 | Šasija                         | Motor                    | Gume | Broj | Vozači                | Utrke           |
| ---------------------------------------------------- | ------------------------------ | ------------------------ | ---- | ---- | --------------------- | --------------- |
| McLaren-Honda Honda Marlboro McLaren                 | McLaren MP4/5                  | Honda RA109E V10 3.5     | G    | 1    | Ayrton Senna          | Sve             |
| McLaren-Honda Honda Marlboro McLaren                 | McLaren MP4/5                  | Honda RA109E V10 3.5     | G    | 2    | Alain Prost           | Sve             |
| Tyrrell-Ford Cosworth Tyrrell Racing Organisation    | Tyrrell 017B Tyrrell 018       | Ford Cosworth DFR V8 3.5 | G    | 3    | Jonathan Palmer       | Sve             |
| Tyrrell-Ford Cosworth Tyrrell Racing Organisation    | Tyrrell 017B Tyrrell 018       | Ford Cosworth DFR V8 3.5 | G    | 4    | Michele Alboreto      | 1-6             |
| Tyrrell-Ford Cosworth Tyrrell Racing Organisation    | Tyrrell 017B Tyrrell 018       | Ford Cosworth DFR V8 3.5 | G    | 4    | Jean Alesi            | 7-10, 12, 14-16 |
| Tyrrell-Ford Cosworth Tyrrell Racing Organisation    | Tyrrell 017B Tyrrell 018       | Ford Cosworth DFR V8 3.5 | G    | 4    | Johnny Herbert        | 11, 13          |
| Williams-Renault Canon Williams Team                 | Williams FW12C Williams FW13   | Renault RS1 V10 3.5      | G    | 5    | Thierry Boutsen       | Sve             |
| Williams-Renault Canon Williams Team                 | Williams FW12C Williams FW13   | Renault RS1 V10 3.5      | G    | 6    | Riccardo Patrese      | Sve             |
| Brabham-Judd Motor Racing Developments               | Brabham BT58                   | Judd EV V8 3.5           | P    | 7    | Martin Brundle        | Sve             |
| Brabham-Judd Motor Racing Developments               | Brabham BT58                   | Judd EV V8 3.5           | P    | 8    | Stefano Modena        | Sve             |
| Arrows-Ford Cosworth Arrows Grand Prix International | Arrows A11                     | Ford Cosworth DFR V8 3.5 | G    | 9    | Derek Warwick         | 1-6, 8-17       |
| Arrows-Ford Cosworth Arrows Grand Prix International | Arrows A11                     | Ford Cosworth DFR V8 3.5 | G    | 9    | Martin Donnelly       | 7               |
| Arrows-Ford Cosworth Arrows Grand Prix International | Arrows A11                     | Ford Cosworth DFR V8 3.5 | G    | 10   | Eddie Cheever         | Sve             |
| Lotus-Judd Camel Team Lotus                          | Lotus 101                      | Judd CV V8 3.5           | G    | 11   | Nelson Piquet         | Sve             |
| Lotus-Judd Camel Team Lotus                          | Lotus 101                      | Judd CV V8 3.5           | G    | 12   | Satoru Nakajima       | Sve             |
| March-Judd Leyton House March Racing Team            | March 881 March CG901          | Judd CV V8 3.5           | G    | 15   | Mauricio Gugelmin     | Sve             |
| March-Judd Leyton House March Racing Team            | March 881 March CG901          | Judd CV V8 3.5           | G    | 16   | Ivan Capelli          | Sve             |
| Osella-Ford Cosworth Osella Squadra Corse            | Osella FA1M                    | Ford Cosworth DFR V8 3.5 | P    | 17   | Nicola Larini         | Sve             |
| Osella-Ford Cosworth Osella Squadra Corse            | Osella FA1M                    | Ford Cosworth DFR V8 3.5 | P    | 18   | Piercarlo Ghinzani    | Sve             |
| Benetton-Ford Cosworth Benetton Formula Ltd          | Benetton B188 Benetton B189    | Ford Cosworth DFR V8 3.5 | G    | 19   | Alessandro Nannini    | Sve             |
| Benetton-Ford Cosworth Benetton Formula Ltd          | Benetton B188 Benetton B189    | Ford Cosworth DFR V8 3.5 | G    | 20   | Johnny Herbert        | 1-6             |
| Benetton-Ford Cosworth Benetton Formula Ltd          | Benetton B188 Benetton B189    | Ford Cosworth DFR V8 3.5 | G    | 20   | Emanuele Pirro        | 7-16            |
| Dallara-Ford Cosworth BMS Scuderia Italia            | Dallara 189                    | Ford Cosworth DFR V8 3.5 | P    | 21   | Alex Caffi            | Sve             |
| Dallara-Ford Cosworth BMS Scuderia Italia            | Dallara 189                    | Ford Cosworth DFR V8 3.5 | P    | 22   | Andrea de Cesaris     | Sve             |
| Minardi-Ford Cosworth Minardi F1 Team                | Minardi M188B Minardi M189     | Ford Cosworth DFZ V8 3.5 | P    | 23   | Pierluigi Martini     | 1-14, 16        |
| Minardi-Ford Cosworth Minardi F1 Team                | Minardi M188B Minardi M189     | Ford Cosworth DFZ V8 3.5 | P    | 23   | Paolo Barilla         | 15              |
| Minardi-Ford Cosworth Minardi F1 Team                | Minardi M188B Minardi M189     | Ford Cosworth DFZ V8 3.5 | P    | 24   | Luis Perez-Sala       | Sve             |
| Ligier-Ford Cosworth Ligier Loto                     | Ligier JS33                    | Ford Cosworth DFR V8 3.5 | G    | 25   | René Arnoux           | Sve             |
| Ligier-Ford Cosworth Ligier Loto                     | Ligier JS33                    | Ford Cosworth DFR V8 3.5 | G    | 26   | Olivier Grouillard    | Sve             |
| Ferrari Scuderia Ferrari SpA SEFAC                   | Ferrari 640                    | Ferrari 035/5 V12 3.5    | G    | 27   | Nigel Mansell         | 1-13, 15-16     |
| Ferrari Scuderia Ferrari SpA SEFAC                   | Ferrari 640                    | Ferrari 035/5 V12 3.5    | G    | 28   | Gerhard Berger        | 1-2, 4-16       |
| Lola-Lamborghini Equipe Larrousse                    | Lola LC88B Lola LC89           | Lamborghini 3512 V12 3.5 | G    | 29   | Yannick Dalmas        | 1-6             |
| Lola-Lamborghini Equipe Larrousse                    | Lola LC88B Lola LC89           | Lamborghini 3512 V12 3.5 | G    | 29   | Éric Bernard          | 7-8             |
| Lola-Lamborghini Equipe Larrousse                    | Lola LC88B Lola LC89           | Lamborghini 3512 V12 3.5 | G    | 29   | Michele Alboreto      | 9-16            |
| Lola-Lamborghini Equipe Larrousse                    | Lola LC88B Lola LC89           | Lamborghini 3512 V12 3.5 | G    | 30   | Philippe Alliot       | Sve             |
| Coloni-Ford Cosworth Coloni SpA                      | Coloni FC188B Coloni FC189     | Ford Cosworth DFR V8 3.5 | P    | 31   | Roberto Moreno        | Sve             |
| Coloni-Ford Cosworth Coloni SpA                      | Coloni FC188B Coloni FC189     | Ford Cosworth DFR V8 3.5 | P    | 32   | Pierre-Henri Raphanel | 1-10            |
| Coloni-Ford Cosworth Coloni SpA                      | Coloni FC188B Coloni FC189     | Ford Cosworth DFR V8 3.5 | P    | 32   | Enrico Bertaggia      | 11-16           |
| Eurobrun-Judd Eurobrun Racing                        | Eurobrun ER188B Eurobrun ER189 | Judd CV V8 3.5           | P    | 33   | Gregor Foitek         | 1-11            |
| Eurobrun-Judd Eurobrun Racing                        | Eurobrun ER188B Eurobrun ER189 | Judd CV V8 3.5           | P    | 33   | Oscar Larrauri        | 12-16           |
| Zakspeed-Yamaha West Zakspeed Racing                 | Zakspeed 891                   | Yamaha OX88 V8 3.5       | P    | 34   | Bernd Schneider       | Sve             |
| Zakspeed-Yamaha West Zakspeed Racing                 | Zakspeed 891                   | Yamaha OX88 V8 3.5       | P    | 35   | Aguri Suzuki          | Sve             |
| Onyx-Ford Cosworth Moneytron Onyx Formula One        | Onyx ORE-1                     | Ford Cosworth DFR V8 3.5 | G    | 36   | Stefan Johansson      | Sve             |
| Onyx-Ford Cosworth Moneytron Onyx Formula One        | Onyx ORE-1                     | Ford Cosworth DFR V8 3.5 | G    | 37   | Bertrand Gachot       | 1-12            |
| Onyx-Ford Cosworth Moneytron Onyx Formula One        | Onyx ORE-1                     | Ford Cosworth DFR V8 3.5 | G    | 37   | JJ Lehto              | 13-16           |
| Rial-Ford Cosworth Rial Racing                       | Rial ARC2                      | Ford Cosworth DFR V8 3.5 | G    | 38   | Christian Danner      | 1-13            |
| Rial-Ford Cosworth Rial Racing                       | Rial ARC2                      | Ford Cosworth DFR V8 3.5 | G    | 38   | Gregor Foitek         | 14              |
| Rial-Ford Cosworth Rial Racing                       | Rial ARC2                      | Ford Cosworth DFR V8 3.5 | G    | 38   | Bertrand Gachot       | 15-16           |
| Rial-Ford Cosworth Rial Racing                       | Rial ARC2                      | Ford Cosworth DFR V8 3.5 | G    | 39   | Volker Weidler        | 1-10            |
| Rial-Ford Cosworth Rial Racing                       | Rial ARC2                      | Ford Cosworth DFR V8 3.5 | G    | 39   | Pierre-Henri Raphanel | 11-16           |
| AGS-Ford Cosworth AGS Racing                         | AGS JH23B AGS JH24             | Ford Cosworth DFR V8 3.5 | G    | 40   | Gabriele Tarquini     | 2-16            |
| AGS-Ford Cosworth AGS Racing                         | AGS JH23B AGS JH24             | Ford Cosworth DFR V8 3.5 | G    | 41   | Joachim Winkelhock    | 1-7             |
| AGS-Ford Cosworth AGS Racing                         | AGS JH23B AGS JH24             | Ford Cosworth DFR V8 3.5 | G    | 41   | Yannick Dalmas        | 8-16            |

## Utrke
|     | Utrka                                             | 1.                                        | 2.                                        | 3.                                        |
| --- | ------------------------------------------------- | ----------------------------------------- | ----------------------------------------- | ----------------------------------------- |
|     |                                                   |                                           |                                           |                                           |
| 1.  | VN Brazila, Jacarepagua 26. ožujka 1989.          | Nigel Mansell Ferrari                     | Alain Prost McLaren-Honda                 | Mauricio Gugelmin March-Judd              |
| 2.  | VN San Marina, Imola 23. travnja 1989.            | Ayrton Senna McLaren-Honda                | Alain Prost McLaren-Honda                 | Alessandro Nannini Benetton-Ford Cosworth |
| 3.  | VN Monaka, Monte Carlo 7. svibnja 1989.           | Ayrton Senna McLaren-Honda                | Alain Prost McLaren-Honda                 | Stefano Modena Brabham-Judd               |
| 4.  | VN Meksika, Mexico 28. svibnja 1989.              | Ayrton Senna McLaren-Honda                | Riccardo Patrese Williams-Renault         | Michele Alboreto Tyrrell-Ford Cosworth    |
| 5.  | VN SAD, Phoenix 4. lipnja 1989.                   | Alain Prost McLaren-Honda                 | Riccardo Patrese Williams-Renault         | Eddie Cheever Arrows-Ford Cosworth        |
| 6.  | VN Kanade, Montreal 18. lipnja 1989.              | Thierry Boutsen Williams-Renault          | Riccardo Patrese Williams-Renault         | Andrea de Cesaris Dallara-Ford Cosworth   |
| 7.  | VN Francuske, Paul Ricard 9. srpnja 1989.         | Alain Prost McLaren-Honda                 | Nigel Mansell Ferrari                     | Riccardo Patrese Williams-Renault         |
| 8.  | VN Velike Britanije, Silverstone 16. srpnja 1989. | Alain Prost McLaren-Honda                 | Nigel Mansell Ferrari                     | Alessandro Nannini Benetton-Ford Cosworth |
| 9.  | VN Njemačke, Hockenheim 30. srpnja 1989.          | Ayrton Senna McLaren-Honda                | Alain Prost McLaren-Honda                 | Nigel Mansell Ferrari                     |
| 10. | VN Mađarske, Hungaroring 13. kolovoza 1989.       | Nigel Mansell Ferrari                     | Ayrton Senna McLaren-Honda                | Thierry Boutsen Williams-Renault          |
| 11. | VN Belgije, Spa-Francorchamps 27. kolovoza 1989.  | Ayrton Senna McLaren-Honda                | Alain Prost McLaren-Honda                 | Nigel Mansell Ferrari                     |
| 12. | VN Italije, Monza 10. rujna 1989.                 | Alain Prost McLaren-Honda                 | Gerhard Berger Ferrari                    | Thierry Boutsen Williams-Renault          |
| 13. | VN Portugala, Estoril 24. rujna 1989.             | Gerhard Berger Ferrari                    | Alain Prost McLaren-Honda                 | Stefan Johansson Onyx-Ford Cosworth       |
| 14. | VN Španjolske, Jerez 1. listopada 1989.           | Ayrton Senna McLaren-Honda                | Gerhard Berger Ferrari                    | Alain Prost McLaren-Honda                 |
| 15. | VN Japana, Suzuka 22. listopada 1989.             | Alessandro Nannini Benetton-Ford Cosworth | Riccardo Patrese Williams-Renault         | Thierry Boutsen Williams-Renault          |
| 16. | VN Australije, Adelaide 5. studenog 1989.         | Thierry Boutsen Williams-Renault          | Alessandro Nannini Benetton-Ford Cosworth | Riccardo Patrese Williams-Renault         |
|     |                                                   |                                           |                                           |                                           |

## Konačni poredak

### Vozači
| Pozicija | Ime                | Konstruktor            | Bodovi |
| -------- | ------------------ | ---------------------- | ------ |
| 1.       | Alain Prost        | McLaren-Honda          | 76     |
| 2.       | Ayrton Senna       | McLaren-Honda          | 60     |
| 3.       | Riccardo Patrese   | Williams-Renault       | 40     |
| 4.       | Nigel Mansell      | Ferrari                | 38     |
| 5.       | Thierry Boutsen    | Williams-Renault       | 37     |
| 6.       | Alessandro Nannini | Benetton-Ford Cosworth | 32     |
| 7.       | Gerhard Berger     | Ferrari                | 21     |
| 8.       | Nelson Piquet      | Lotus-Judd             | 12     |
| 9.       | Jean Alesi         | Tyrrell-Ford Cosworth  | 8      |
| 10.      | Derek Warwick      | Arrows-Ford Cosworth   | 7      |
| 11.      | Eddie Cheever      | Arrows-Ford Cosworth   | 6      |
| 12.      | Stefan Johansson   | Onyx-Ford Cosworth     | 6      |
| 13.      | Michele Alboreto   | Lola-Lamborghini       | 6      |
| 14.      | Johnny Herbert     | Tyrrell-Ford Cosworth  | 5      |
| 15.      | Pierluigi Martini  | Minardi-Ford Cosworth  | 5      |
| 16.      | Mauricio Gugelmin  | March-Judd             | 4      |
| 17.      | Andrea de Cesaris  | Dallara-Ford Cosworth  | 4      |
| 18.      | Stefano Modena     | Brabham-Judd           | 4      |
| 19.      | Alex Caffi         | Dallara-Ford Cosworth  | 4      |
| 20.      | Martin Brundle     | Brabham-Judd           | 4      |
| 21.      | Satoru Nakajima    | Lotus-Judd             | 3      |
| 22.      | Christian Danner   | Rial-Ford Cosworth     | 3      |
| 23.      | Emanuele Pirro     | Benetton-Ford Cosworth | 2      |
| 24.      | René Arnoux        | Ligier-Ford Cosworth   | 2      |
| 25.      | Jonathan Palmer    | Tyrrell-Ford Cosworth  | 2      |
| 26.      | Olivier Grouillard | Ligier-Ford Cosworth   | 1      |
| 27.      | Gabriele Tarquini  | AGS-Ford Cosworth      | 1      |
| 28.      | Luis Perez-Sala    | Minardi-Ford Cosworth  | 1      |
| 29.      | Philippe Alliot    | Lola-Lamborghini       | 1      |

### Konstruktori
| Pozicija | Konstruktor            | Bodovi |
| -------- | ---------------------- | ------ |
| 1.       | McLaren-Honda          | 141    |
| 2.       | Williams-Renault       | 77     |
| 3.       | Ferrari                | 59     |
| 4.       | Benetton-Ford Cosworth | 39     |
| 5.       | Tyrrell-Ford Cosworth  | 16     |
| 6.       | Lotus-Judd             | 15     |
| 7.       | Arrows-Ford Cosworth   | 13     |
| 8.       | Dallara-Ford Cosworth  | 8      |
| 9.       | Brabham-Judd           | 8      |
| 10.      | Onyx-Ford Cosworth     | 6      |
| 11.      | Minardi-Ford Cosworth  | 6      |
| 12.      | March-Judd             | 4      |
| 13.      | Rial-Ford Cosworth     | 3      |
| 14.      | Ligier-Ford Cosworth   | 3      |
| 15.      | AGS-Ford Cosworth      | 1      |
| 16.      | Lola-Lamborghini       | 1      |

## Kvalifikacije
Samo 26 najbržih vozača u kvalifikacijama je startalo utrku.
| Poz. | BRA        | SMR        | MON        | MEK        | SAD        | KAN        | FRA        | VBR        | Poz. |
| ---- | ---------- | ---------- | ---------- | ---------- | ---------- | ---------- | ---------- | ---------- | ---- |
| 1.   | Senna      | Senna      | Senna      | Senna      | Senna      | Prost      | Prost      | Senna      | 1.   |
| 2.   | Patrese    | Prost      | Prost      | Prost      | Prost      | Senna      | Senna      | Prost      | 2.   |
| 3.   | Berger     | Mansell    | Boutsen    | Mansell    | Nannini    | Patrese    | Mansell    | Mansell    | 3.   |
| 4.   | Boutsen    | Patrese    | Brundle    | Capelli    | Mansell    | Berger     | Nannini    | Berger     | 4.   |
| 5.   | Prost      | Berger     | Mansell    | Patrese    | Brundle    | Mansell    | Boutsen    | Patrese    | 5.   |
| 6.   | Mansell    | Boutsen    | Warwick    | Berger     | Caffi      | Boutsen    | Berger     | Gugelmin   | 6.   |
| 7.   | Capelli    | Nannini    | Patrese    | Alboreto   | Modena     | Modena     | Alliot     | Boutsen    | 7.   |
| 8.   | Warwick    | Piquet     | Modena     | Boutsen    | Berger     | Caffi      | Patrese    | Capelli    | 8.   |
| 9.   | Piquet     | Caffi      | Caffi      | Modena     | Alboreto   | De Cesaris | Palmer     | Nannini    | 9.   |
| 10.  | Herbert    | Grouillard | De Cesaris | Warwick    | Warwick    | Alliot     | Gugelmin   | Piquet     | 10.  |
| 11.  | Nannini    | Martini    | Martini    | Grouillard | Capelli    | Martini    | Gachot     | Martini    | 11.  |
| 12.  | Gugelmin   | Warwick    | Alboreto   | De Cesaris | Alliot     | Warwick    | Capelli    | Alliot     | 12.  |
| 13.  | Brundle    | Capelli    | Tarquini   | Nannini    | De Cesaris | Nannini    | Johansson  | Bernard    | 13.  |
| 14.  | Modena     | Larini     | Gugelmin   | Palmer     | Patrese    | Palmer     | Donnelly   | Modena     | 14.  |
| 15.  | De Cesaris | Pérez-Sala | Nannini    | Nakajima   | Martini    | Larini     | Bernard    | Pérez-Sala | 15.  |
| 16.  | Martini    | De Cesaris | Grouillard | Alliot     | Boutsen    | Cheever    | Alesi      | Nakajima   | 16.  |
| 17.  | Danner     | Modena     | Alliot     | Tarquini   | Cheever    | Gugelmin   | Grouillard | Larini     | 17.  |
| 18.  | Palmer     | Tarquini   | Raphanel   | Herbert    | Gugelmin   | Johansson  | Arnoux     | Palmer     | 18.  |
| 19.  | Larini     | Gugelmin   | Piquet     | Caffi      | Johansson  | Piquet     | Nakajima   | Warwick    | 19.  |
| 20.  | Alboreto   | Alliot     | Cheever    | Brundle    | Pérez-Sala | Alboreto   | Piquet     | Brundle    | 20.  |
| 21.  | Nakajima   | Cheever    | Arnoux     | Johansson  | Palmer     | Capelli    | Tarquini   | Gachot     | 21.  |
| 22.  | Grouillard | Brundle    | Capelli    | Martini    | Piquet     | Arnoux     | Modena     | Alesi      | 22.  |
| 23.  | Pérez-Sala | Herbert    | Palmer     | Danner     | Nakajima   | Danner     | Martini    | Moreno     | 23.  |
| 24.  | Cheever    | Nakajima   | Herbert    | Cheever    | Tarquini   | Pérez-Sala | Pirro      | Grouillard | 24.  |
| 25.  | Schneider  | Palmer     | Moreno     | Arnoux     | Herbert    | Tarquini   | Cheever    | De Cesaris | 25.  |
| 26.  | Alliot     | Dalmas     | Pérez-Sala | Piquet     | Danner     | Moreno     | Caffi      | Pirro      | 26.  |
| 27.  | Dalmas     | Alboreto   | Danner     | Pérez-Sala | Grouillard | Nakajima   | De Cesaris | Arnoux     | 27.  |
| 28.  | Arnoux     | Arnoux     | Dalmas     | Gugelmin   | Moreno     | Dalmas     | Pérez-Sala | Cheever    | 28.  |
| 29.  | Foitek     | Danner     | Nakajima   | Dalmas     | Arnoux     | Herbert    | Danner     | Tarquini   | 29.  |
| 30.  | Moreno     | Moreno     | Ghinzani   | Moreno     | Dalmas     | Grouillard | Moreno     | Danner     | 30.  |
| 31.  | Caffi      | Gachot     | Johansson  | Gachot     | Ghinzani   | Brundle    | Larini     | Johansson  | 31.  |
| 32.  | Ghinzani   | Foitek     | Larini     | Foitek     | Raphanel   | Gachot     | Brundle    | Caffi      | 32.  |
| 33.  | Weidler    | Ghinzani   | Schneider  | Larini     | Foitek     | Foitek     | Weidler    | Foitek     | 33.  |
| 34.  | Raphanel   | Johansson  | Gachot     | Weidler    | Larini     | Ghinzani   | Schneider  | Ghinzani   | 34.  |
| 35.  | Winkelhock | Winkelhock | Foitek     | Schneider  | Winkelhock | Schneider  | Ghinzani   | Dalmas     | 35.  |
| 36.  | Suzuki     | Raphanel   | Weidler    | Suzuki     | Weidler    | Winkelhock | Raphanel   | Schneider  | 36.  |
| 37.  | Johansson  | Suzuki     | Suzuki     | Ghinzani   | Schneider  | Weidler    | Suzuki     | Raphanel   | 37.  |
| 38.  | Gachot     | Schneider  | Winkelhock | Winkelhock | Suzuki     | Suzuki     | Foitek     | Suzuki     | 38.  |
| 39.  |            | Weidler    |            | Raphanel   | Gachot     | Raphanel   | Winkelhock | Weidler    | 39.  |

| Poz. | NJE        | MAĐ        | BEL        | ITA        | POR        | ŠPA        | JAP        | AUS        | Poz. |
| ---- | ---------- | ---------- | ---------- | ---------- | ---------- | ---------- | ---------- | ---------- | ---- |
| 1.   | Senna      | Patrese    | Senna      | Senna      | Senna      | Senna      | Senna      | Senna      | 1.   |
| 2.   | Prost      | Senna      | Prost      | Berger     | Berger     | Berger     | Prost      | Prost      | 2.   |
| 3.   | Mansell    | Caffi      | Berger     | Mansell    | Mansell    | Prost      | Berger     | Martini    | 3.   |
| 4.   | Berger     | Boutsen    | Boutsen    | Prost      | Prost      | Martini    | Mansell    | Nannini    | 4.   |
| 5.   | Patrese    | Prost      | Patrese    | Patrese    | Martini    | Alliot     | Patrese    | Boutsen    | 5.   |
| 6.   | Boutsen    | Berger     | Mansell    | Boutsen    | Patrese    | Patrese    | Nannini    | Patrese    | 6.   |
| 7.   | Nannini    | Nannini    | Nannini    | Alliot     | Caffi      | Piquet     | Boutsen    | Mansell    | 7.   |
| 8.   | Piquet     | Modena     | Modena     | Nannini    | Boutsen    | Brundle    | Alliot     | Modena     | 8.   |
| 9.   | Pirro      | Warwick    | Gugelmin   | Pirro      | Pérez-Sala | Alesi      | Modena     | De Cesaris | 9.   |
| 10.  | Alesi      | Martini    | Warwick    | Alesi      | Brundle    | Pirro      | Larini     | Caffi      | 10.  |
| 11.  | Grouillard | Alesi      | Alliot     | Piquet     | Modena     | Larini     | Piquet     | Larini     | 11.  |
| 12.  | Brundle    | Mansell    | Caffi      | Brundle    | Johansson  | Modena     | Nakajima   | Brundle    | 12.  |
| 13.  | Martini    | Gugelmin   | Pirro      | Alboreto   | Nannini    | Palmer     | Brundle    | Pirro      | 13.  |
| 14.  | Gugelmin   | Capelli    | Martini    | Palmer     | Gugelmin   | Nannini    | Pérez-Sala | Berger     | 14.  |
| 15.  | Alliot     | Brundle    | Johansson  | Martini    | Moreno     | De Cesaris | Caffi      | Alesi      | 15.  |
| 16.  | Modena     | Cheever    | Herbert    | Warwick    | Pirro      | Warwick    | De Cesaris | Capelli    | 16.  |
| 17.  | Warwick    | Piquet     | Arnoux     | De Cesaris | Alliot     | Lehto      | Capelli    | Lehto      | 17.  |
| 18.  | Nakajima   | De Cesaris | De Cesaris | Capelli    | Palmer     | Nakajima   | Alesi      | Piquet     | 18.  |
| 19.  | Palmer     | Palmer     | Capelli    | Nakajima   | De Cesaris | Capelli    | Barilla    | Alliot     | 19.  |
| 20.  | Caffi      | Nakajima   | Brundle    | Caffi      | Piquet     | Pérez-Sala | Gugelmin   | Warwick    | 20.  |
| 21.  | De Cesaris | Gachot     | Palmer     | Grouillard | Alboreto   | Boutsen    | Schneider  | Ghinzani   | 21.  |
| 22.  | Capelli    | Ghinzani   | Alboreto   | Gachot     | Warwick    | Cheever    | Pirro      | Cheever    | 22.  |
| 23.  | Arnoux     | Pérez-Sala | Gachot     | Arnoux     | Arnoux     | Caffi      | Grouillard | Nakajima   | 23.  |
| 24.  | Johansson  | Johansson  | Cheever    | Larini     | Capelli    | Grouillard | Cheever    | Grouillard | 24.  |
| 25.  | Cheever    | Pirro      | Pérez-Sala | Gugelmin   | Nakajima   | Ghinzani   | Warwick    | Gugelmin   | 25.  |
| 26.  | Alboreto   | Alboreto   | Grouillard | Pérez-Sala | Cheever    | Gugelmin   | Palmer     | Arnoux     | 26.  |
| 27.  | Pérez-Sala | Arnoux     | Nakajima   | Cheever    | Herbert    | Arnoux     | Arnoux     | Palmer     | 27.  |
| 28.  | Gachot     | Grouillard | Piquet     | Danner     | Grouillard | Raphanel   | Alboreto   | Pérez-Sala | 28.  |
| 29.  | Danner     | Danner     | Danner     | Raphanel   | Raphanel   | Foitek     | Raphanel   | Gachot     | 29.  |
| 30.  | Weidler    | Weidler    | Raphanel   | Modena     | Danner     | Tarquini   | Gachot     | Raphanel   | 30.  |
| 31.  | Dalmas     | Larini     | Larini     | Johansson  | Lehto      | Johansson  | Ghinzani   | Johansson  | 31.  |
| 32.  | Larini     | Alliot     | Ghinzani   | Tarquini   | Ghinzani   | Moreno     | Moreno     | Alboreto   | 32.  |
| 33.  | Tarquini   | Dalmas     | Moreno     | Moreno     | Larrauri   | Alboreto   | Johansson  | Schneider  | 33.  |
| 34.  | Ghinzani   | Schneider  | Tarquini   | Ghinzani   | Tarquini   | Schneider  | Suzuki     | Moreno     | 34.  |
| 35.  | Moreno     | Tarquini   | Schneider  | Schneider  | Suzuki     | Dalmas     | Larrauri   | Larrauri   | 35.  |
| 36.  | Raphanel   | Moreno     | Suzuki     | Suzuki     | Schneider  | Suzuki     | Lehto      | Suzuki     | 36.  |
| 37.  | Foitek     | Foitek     | Dalmas     | Larrauri   | Bertaggia  | Larrauri   | Tarquini   | Dalmas     | 37.  |
| 38.  | Suzuki     | Suzuki     | Foitek     | Dalmas     |            | Bertaggia  | Dalmas     | Tarquini   | 38.  |
| 39.  | Schneider  | Raphanel   | Bertaggia  | Bertaggia  |            |            | Bertaggia  | Bertaggia  | 39.  |

## Vanjske poveznice
- Službena stranica Formule 1
- Formula 1 1989. - Stats F1